# Кузнечевский мост
Кузнече́вский мост — автодорожный металлический висячий мост через реку Кузнечиху (рукав Северной Двины) в городе Архангельске, соединяет Соломбалу с центром города.

## История

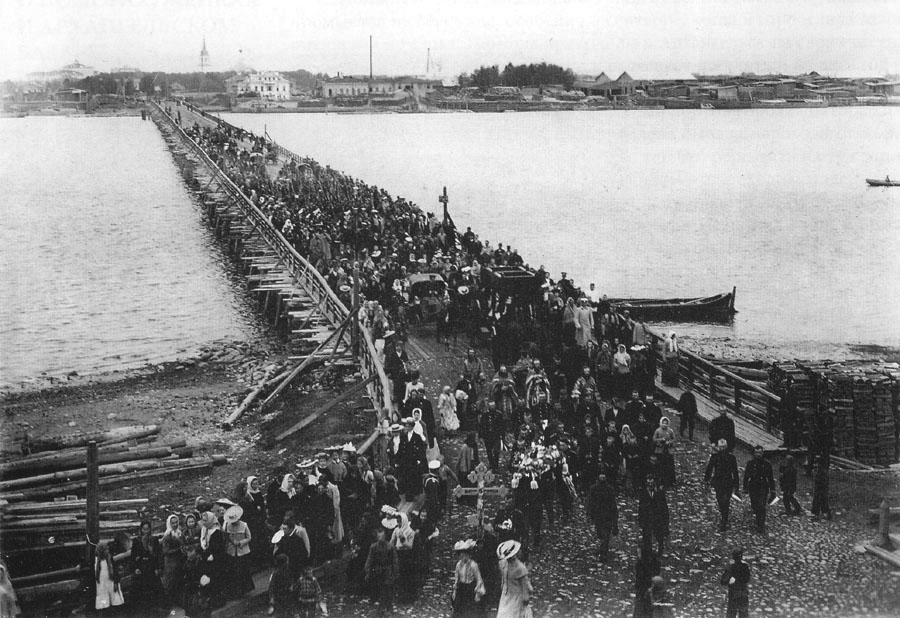
Мост в начале XX века

Наплавной мост через Кузнечиху впервые был построен в 1805 году, проезд и проход по нему был платным. В 1867 году на средства города был построен новый деревянный наплавной мост. Мост наводился только в летнее время, осенью его разбирали и весной после ледохода строили заново. В середине моста специально для пропуска судов был устроен разводной пролет шириной 8,5 м. В 1917 году по мосту началось движение трамваев. 
К зиме 1923—1924 годов был построен постоянный деревянный с железными фермами мост. Открытие движения состоялось 19 февраля 1924 года. Уже 4 мая 1924 года почти половина моста была снесена весенним половодьем. Мост было решено разобрать на дрова. После этого вновь был построен наплавной мосту, действовавший до постройки постоянного моста.
В 1935 году было принято решение о строительстве постоянного металлического моста. Проект был разработан инженером Г. П. Передерием, который по архитектурным соображениям предложил вариант висячего моста. Особо серьезной проблемой являлось создание оснований для моста. Решить ее удалось на основе анализа грунтов, произведенного инженером Б. Г. Тахтамышевым. 
Строительство моста началось в феврале 1936 года. Оно велось при долевом участии краевых и городских организаций. Техническое руководство строительством моста возлагалось на коллектив Соломбальского завода. В апреле 1937 года руководитель работ Э. Д. Дашевский был обвинен во вредительстве и вскоре расстрелян. К этому времени были построены только опоры моста. В начале 1941 на Дебальцевском металлургическом заводе (Украина) было изготовлено 750 т металлических пролётных конструкций для нового моста. Планировалось завершить изготовление остальных конструкций к 1 июля, в третьем квартале начать отгрузку их железнодорожным транспортом и строительство моста завершить к концу 1941 года, однако из-за начавшейся войны строительство моста было отложено. 
Работы возобновились в 1953 году. Открытие нового постоянного моста состоялось 20 октября 1956 года. По мосту была проложена трамвайная линия, связывавшая Соломбалу с центральной частью города. Трамвайное движение действовало до 2002 года. В 2003 году было заменено покрытие проезжей части и тротуаров, демонтированы трамвайные пути, выполнен ремонт и антикоррозионная защита стальных элементов моста.
Весной 2004 была ограничена весовая нагрузка и введён запрет на движение большегрузного транспорта, после чего была сооружена понтонная переправа для большегрузного транспорта севернее Кузнечевского моста.
В настоящее время планируется постройка нового моста через Кузнечиху в районе острова Шилов, что позволит обеспечить надёжную транспортную связь Соломбальского, Северного и Маймаксанского округов Архангельска с центром города.

## Конструкция
Мост пятипролётный висячий сталежелезобетонный. Система моста однокабельная с вертикальными подвесками. Схема разбивки на пролёты 55 + 63 + 124 + 63 + 55 м. Для висячей конструкции пролетами 63 + 124 + 63 м и для боковых балочных пролётов приняты балки одинаковой высоты (2,37 м). В поперечном сечении установлено 7 главных балок. Расстояние между балками жесткости 3 м. Над балками устроена железобетонная плита проезжей части толщиной 17 см. Кабели, подвески и пилоны размещены в серединах крайних промежутков между стальными балками. Кабели заанкерены на сплошных стальных диафрагмах, расположенных на этих промежутках. Распор от моста передается не на грунт, а на балку жесткости самого моста, идущую через все три пролёта. В эту балку включены шарниры, чтобы предотвратить возможное перенапряжение от неравномерной осадки опор. Для распределения сжимающего усилия на всю ширину железобетонной плиты и на все стальные балки использованы многорешётчатые связи по нижним поясам стальных балок, а также устроены по длине 16,5 м у каждого конца кабелей специальные многорешётчатые диафрагмы по верхним поясам стальных балок. Железобетонная плита объединена со стальными балками уголковыми упорами. Длина моста составляет 385 м, ширина — 20,4 м (из них ширина проезжей части — 13,6 м и два тротуара по 3,4 м). 
Металлоконструкции пролётного строения изготовлены из стали Ст3 мостовая. Монтажные соединения — на заклепках. Общий расход стали составил 1611 т. Опоры моста из монолитного железобетона на свайном основании. Пилоны металлические, двутаврового профиля. Высота пилонов над уровнем проезжей части составляет 18,1 м. 
Мост предназначен для движения автотранспорта и пешеходов. Проезжая часть включает в себя 2 полосы для движения автотранспорта. Покрытие проезжей части и тротуаров — асфальтобетон. Тротуары отделены от проезжей части металлическим барьерным ограждением. Перильное ограждение чугунное художественного литья, на опорах и устоях установлен бетонный парапет. 